# Чемеровецька селищна рада
Чемерове́цька се́лищна ра́да — орган місцевого самоврядування Чемеровецької селищної громади в Кам'янець-Подільському районі Хмельницької області. Адміністративний центр — селище міського типу Чемерівці.

## Загальні відомості
Чемеровецька селищна рада утворена в 1956 році.
- Територія ради: 5,612 км²
- Населення ради: 5 318 осіб (станом на 1 січня 2015 року)
- Територією ради протікає річка Жванчик

## Склад ради
Рада складається з 20 депутатів та голови.
- Голова ради: Павлюк Леонід Васильович
- Секретар ради: Ковальчук Юрій Миколайович

### Керівний склад попередніх скликань
| Прізвище, ім'я, по батькові | Основні відомості                                                       | Дата обрання | Дата звільнення |
| --------------------------- | ----------------------------------------------------------------------- | ------------ | --------------- |
| Мутка Сергій Ярославович    | Селищний голова, 1978 року народження, член Української Народної Партії | 26.03.2006   | 31.10.2010      |
| Войтов Володимир Панасович  | Селищний голова, 1958 року народження, освіта вища                      | 31.10.2010   | 03.04.2014      |
| Павлюк Леонід Васильович    | Селищний голова, 1962 року народження, освіта вища, безпартійний        | 26.10.2014   |                 |

Примітка: таблиця складена за даними сайту Верховної Ради України

### Депутати
За результатами місцевих виборів 2010 року депутатами ради стали:

#### За суб'єктами висування
| Суб'єкт висування                 | Кількість обраних депутатів | %  |
| --------------------------------- | --------------------------- | -- |
| Самовисування                     | 12                          | 60 |
| Політична партія «Сильна Україна» | 4                           | 20 |
| Партія регіонів                   | 3                           | 15 |
| Партія «Народна влада»            | 1                           | 5  |

#### За округами
| № округу                          | Прізвище, ім'я, по батькові       | Дата визнання обраним | Освіта  | Партійна приналежність                  | Відомості про обраного депутата                                                                                   |
| --------------------------------- | --------------------------------- | --------------------- | ------- | --------------------------------------- | --- |
| Партія «Народна влада»            |                                   |                       |         |                                         | |
| 2                                 | Лебідь Ігор Васильович            | 02.11.2010            | вища    | член Партії «Народна влада»             | Чемеровецький медичний коледж, вчитель                                                                            |
| Партія регіонів                   |                                   |                       |         |                                         | |
| 3                                 | Плудняк Віктор Пилипович          | 02.11.2010            | вища    | член Партії регіонів                    | Чемеровецька філія ПАТ «Хмельницькгаз», старший майстер                                                           |
| 13                                | Сухар Євгена Григорівна           | 02.11.2010            | вища    | член Партії регіонів                    | Чемеровецький навчально-виховний комплекс № 8, вчитель                                                            |
| 19                                | Лозінський Валерій Феліксович     | 02.11.2010            | вища    | член Партії регіонів                    | Контрольно-ревізійний відділ, головний контролер-ревізор                                                          |
| Політична партія «Сильна Україна» |                                   |                       |         |                                         | |
| 7                                 | Задорожний Роман Володимирович    | 02.11.2010            | вища    | член Політичної партії «Сильна Україна» | Чемеровецький медичний коледж, викладач                                                                           |
| 9                                 | Забіяка Ольга Валентинівна        | 02.11.2010            | вища    | член Політичної партії «Сильна Україна» | Чемеровецька ЦРЛ, лікар                                                                                           |
| 11                                | Смолій Сергій Степанович          | 02.11.2010            | вища    | член Політичної партії «Сильна Україна» | Відділ землеустрою, моніторингу та ринку земель управління держкомзему в Чемеровецькому районі, начальник відділу |
| 12                                | Поплавський Ігор Анатолійович     | 02.11.2010            | вища    | член Політичної партії «Сильна Україна» | Чемеровецька селищна рада, головний спеціаліст по земельних питаннях                                              |
| Самовисування                     |                                   |                       |         |                                         | |
| 1                                 | Карій Алла Іванівна               | 02.11.2010            | вища    | член Української Народної Партії        | приватний підприємець                                                                                             |
| 4                                 | Шутяк Василь Петрович             | 02.11.2010            | вища    | позапартійний                           | ТОВ «Оболонь-Агро», інженер-будівельник                                                                           |
| 5                                 | Уланівський Михайло Володимирович | 02.11.2010            | вища    | позапартійний                           | АТП № 86847, водій                                                                                                |
| 6                                 | Бернадін Микола Олександрович     | 02.11.2010            | вища    | член Соціалістичної партії України      | Спортивно-технічний клуб Товариства сприяння обороні України, викладач                                            |
| 8                                 | Гривнак Євген Васильович          | 02.11.2010            | вища    | позапартійний                           | Чемеровецьке ПТМ, юрист-консульт                                                                                  |
| 10                                | Олійник Вадим Володимирович       | 02.11.2010            | вища    | член Української Народної Партії        | Солодовий завод ЗАТ «Оболонь», майстер                                                                            |
| 14                                | Мазніцька Ганна В'ячеславівна     | 02.11.2010            | вища    | член Соціалістичної партії України      | пенсіонер |
| 15                                | Ковальчук Юрій Миколайович        | 02.11.2010            | вища    | член Єдиного Центру                     | Чемеровецька селищна рада, секретар                                                                               |
| 16                                | Симчишина Тамара Андріївна        | 02.11.2010            | вища    | позапартійна                            | пенсіонер |
| 17                                | Бурдельний Анатолій Михайлович    | 02.11.2010            | середня | позапартійний                           | приватний підприємець                                                                                             |
| 18                                | Павліковський Анатолій Григорович | 02.11.2010            | вища    | позапартійний                           | Чемеровецька районна державна адміністрація, завідувач сектором з питань надзвичайних ситуацій                    |
| 20                                | Заржицький Олег Віленович         | 02.11.2010            | вища    | член Української Народної Партії        | Солодовий завод ЗАТ «Оболонь», заступник директора з питань адміністрування та охорони праці                      |